# Mariah Carey: Number 1's
Mariah Carey: #1's To Infinity (pronunciado como «Number Ones») es la segunda residencia de conciertos de la cantante estadounidense Mariah Carey. Esta residencia fue desarrollada en The Colosseum del Caesars Palace, cuya capacidad es de más de 4000 asientos, en la ciudad de Las Vegas. Inició el 6 de mayo de 2015 y se esperaba que fuese prolongada durante dos años aproximadamente, con espectáculos programados para los sábados, domingos y miércoles. Finalmente, la residencia fue finalizada en julio de 2017 debido a los proyectos futuros de la cantante. El espectáculo contó con los dieciocho números uno estadounidenses de la cantante.

## Antecedentes
La noticia se confirmó a través de una entrevista televisada de Carey en el programa estadounidense The Ellen DeGeneres Show el 15 de enero de 2015, después de que la cantante canadiense Céline Dion tomase la decisión de dejar su propio espectáculo, que se desarrollaba en el mismo casino, para poder estar con su marido enfermo. Más tarde en la primavera del 2015, Celine anunció que regresará al Caesars Palace el 27 de agosto de ese mismo año, dando lugar a que probablemente la residencia de Carey tenga una menor duración a la esperada. Durante la entrevista, Carey dijo: «Yo voy a hacer mi primera residencia de conciertos en Las Vegas, en el Caesars. Este es un evento especial para mí. Y de nuevo, tengo la esperanza de que los aficionados podrán disfrutar de esta experiencia que voy a estar realizando, que es como una especie de inspiración por mi álbum #1's (1998), y esto es ahora la versión actualizada con 18 de ellos. Esperemos que otras personas podrán disfrutar de esto, nunca he hecho esto antes (...) Es un nuevo capítulo para mí y estoy muy emocionada al respecto.»
A finales de abril de 2015, se celebró en el Caesars Palace de Las Vegas un gran evento con motivo del inminente comienzo de la residencia de Carey. Se organizó de forma que la cantante obtuvo una gran entrada triunfal montada en un coche antiguo después de que varios camiones con vallas publicitarias, con los títulos de las canciones que consiguieron llegar al número uno de las listas estadounidenses, pasasen por la entrada del casino donde miles de fanáticos y distintos medios de comunicación la estuviesen esperando mientras un pequeño espectáculo de baile amenizaba la espera. Del mismo modo, el sencillo «Infinity» sonaba de fondo y se mostraron en primicia algunas imágenes del vídeo musical de este. Una vez Carey llegaba, vestida en un largo vestido dorado, dio comienzo a un breve discurso en agradecimiento a sus fans por ir a verla y confesó estar muy ilusionada con esta nueva etapa de su vida.
Inicialmente, solo se dieron a conocer 27 fechas comprendidas entre mayo de 2015 y febrero de 2016. Pero, a finales de enero de 2016, fue anunciada una prolongación del espectáculo hasta septiembre de ese mismo año, dando lugar a que Carey compagine su espectáculo en Las Vegas junto con su gira europea The Sweet Sweet Fantasy Tour, cuya duración esta programada para iniciar en marzo y extenderse durante el mes de abril hasta llegar a inicios mayo donde finalizaría. Tras los conciertos ofrecidos en septiembre de 2016, fue anunciada la finalización de la residencia con una tanda final en mayo de 2017, debido a los futuros proyectos de la cantante, entre los que se incluyen su próximo disco. Poco después fue anunciada que esta última tanda de conciertos de mayo serían pospuestos hasta julio de 2017.

## Recepción de la crítica
Robin Leach de Las Vegas Sun, elogió la actuación de apertura, escribiendo que Carey es «la cantante de pop contemporáneo más importante de la década». Alex Needham desde The Guardian comento también el estreno del espectáculo. Resalta el hecho de que la capacidad vocal de Carey ya no es como en sus inicios aunque sigue siendo estando a la altura de un espectáculo en Las Vegas, que lo califica con tres estrellas de cinco y lo describe como un viaje a lo largo de su carrera. Asimismo dice que el espectáculo es: «el conjunto de lujo, los vestidos son glamour y la voz es más o menos intacta. Mariah Carey parece a gusto con su catálogo-líderes en el mundo en Las Vegas». 
Desde la revista People elogiaron a la cantante que según dicen: «ella todavía puede tumbar la casa con su enorme variedad y notas altas (...) es todo lo que un fan de Mariah puede desear».
Jon Caramanica escribiendo para New York Times realizó una reseña desfavorable sobre Carey y su espectáculo. Criticó el hecho de que el vestuario fuese demasiado ajustado para su cuerpo, queriendo decir que las vestidos utilizados no eran de su verdadera talla, continuando con el rendimiento de Carey, afirmando que a pesar de tener una de las mejores voces del panorama musical, pudo haberlo hecho muchísimo mejor, asimismo, calificó el show como una «muestra de un mínimo de imaginación y esfuerzo».

## Repertorio
1. «Vision of Love»
2. «Love Takes Time»
3. «Someday»
4. «I Don't Wanna Cry»
5. «Emotions»
6. «I'll Be There»
7. «Dreamlover»
8. «Hero»
9. «Fantasy»
10. «One Sweet Day»
11. «Always Be My Baby»
12. «Honey»
13. «My All»
14. «Heartbreaker»
15. «Thank God I Found You»
16. «We Belong Together»
17. «Don't Forget About Us»
18. «Touch My Body»
19. «Infinity»

Referencia:

## Fechas
| Fecha                    | Ciudad    | País           | Lugar         | Entradas vendidos/disponibles | Recaudación |
| ------------------------ | --------- | -------------- | ------------- | ----------------------------- | ----------- |
| América del Norte        |           |                |               |                               |             |
| Etapa I                  |           |                |               |                               |             |
| 6 de mayo de 2015        | Las Vegas | Estados Unidos | The Colosseum | 30 936 / 32 597               | $4 595 125  |
| 9 de mayo de 2015        | Las Vegas | Estados Unidos | The Colosseum | 30 936 / 32 597               | $4 595 125  |
| 10 de mayo de 2015       | Las Vegas | Estados Unidos | The Colosseum | 30 936 / 32 597               | $4 595 125  |
| 16 de mayo de 2015       | Las Vegas | Estados Unidos | The Colosseum | 30 936 / 32 597               | $4 595 125  |
| 17 de mayo de 2015       | Las Vegas | Estados Unidos | The Colosseum | 30 936 / 32 597               | $4 595 125  |
| 20 de mayo de 2015       | Las Vegas | Estados Unidos | The Colosseum | 30 936 / 32 597               | $4 595 125  |
| 23 de mayo de 2015       | Las Vegas | Estados Unidos | The Colosseum | 30 936 / 32 597               | $4 595 125  |
| 24 de mayo de 2015       | Las Vegas | Estados Unidos | The Colosseum | 30 936 / 32 597               | $4 595 125  |
| Etapa II                 |           |                |               |                               |             |
| 8 de julio de 2015       | Las Vegas | Estados Unidos | The Colosseum | 34 499 / 35 846               | $5 300 365  |
| 11 de julio de 2015      | Las Vegas | Estados Unidos | The Colosseum | 34 499 / 35 846               | $5 300 365  |
| 12 de julio de 2015      | Las Vegas | Estados Unidos | The Colosseum | 34 499 / 35 846               | $5 300 365  |
| 15 de julio de 2015      | Las Vegas | Estados Unidos | The Colosseum | 34 499 / 35 846               | $5 300 365  |
| 18 de julio de 2015      | Las Vegas | Estados Unidos | The Colosseum | 34 499 / 35 846               | $5 300 365  |
| 19 de julio de 2015      | Las Vegas | Estados Unidos | The Colosseum | 34 499 / 35 846               | $5 300 365  |
| 22 de julio de 2015      | Las Vegas | Estados Unidos | The Colosseum | 34 499 / 35 846               | $5 300 365  |
| 25 de julio de 2015      | Las Vegas | Estados Unidos | The Colosseum | 34 499 / 35 846               | $5 300 365  |
| 26 de julio de 2015      | Las Vegas | Estados Unidos | The Colosseum | 34 499 / 35 846               | $5 300 365  |
| Etapa III                |           |                |               |                               |             |
| 2 de febrero de 2016     | Las Vegas | Estados Unidos | The Colosseum | 31 038 / 35 349               | $4 532 760  |
| 5 de febrero de 2016     | Las Vegas | Estados Unidos | The Colosseum | 31 038 / 35 349               | $4 532 760  |
| 6 de febrero de 2016     | Las Vegas | Estados Unidos | The Colosseum | 31 038 / 35 349               | $4 532 760  |
| 10 de febrero de 2016    | Las Vegas | Estados Unidos | The Colosseum | 31 038 / 35 349               | $4 532 760  |
| 13 de febrero de 2016    | Las Vegas | Estados Unidos | The Colosseum | 31 038 / 35 349               | $4 532 760  |
| 14 de febrero de 2016    | Las Vegas | Estados Unidos | The Colosseum | 31 038 / 35 349               | $4 532 760  |
| 17 de febrero de 2016    | Las Vegas | Estados Unidos | The Colosseum | 31 038 / 35 349               | $4 532 760  |
| 20 de febrero de 2016    | Las Vegas | Estados Unidos | The Colosseum | 31 038 / 35 349               | $4 532 760  |
| 21 de febrero de 2016    | Las Vegas | Estados Unidos | The Colosseum | 31 038 / 35 349               | $4 532 760  |
| Etapa IV                 |           |                |               |                               |             |
| 7 de junio de 2016       | Las Vegas | Estados Unidos | The Colosseum | 30 319 / 38 660               | $3 069 710  |
| 10 de junio de 2016      | Las Vegas | Estados Unidos | The Colosseum | 30 319 / 38 660               | $3 069 710  |
| 11 de junio de 2016      | Las Vegas | Estados Unidos | The Colosseum | 30 319 / 38 660               | $3 069 710  |
| 14 de junio de 2016      | Las Vegas | Estados Unidos | The Colosseum | 30 319 / 38 660               | $3 069 710  |
| 17 de junio de 2016      | Las Vegas | Estados Unidos | The Colosseum | 30 319 / 38 660               | $3 069 710  |
| 18 de junio de 2016      | Las Vegas | Estados Unidos | The Colosseum | 30 319 / 38 660               | $3 069 710  |
| 21 de junio de 2016      | Las Vegas | Estados Unidos | The Colosseum | 30 319 / 38 660               | $3 069 710  |
| 24 de junio de 2016      | Las Vegas | Estados Unidos | The Colosseum | 30 319 / 38 660               | $3 069 710  |
| 25 de junio de 2016      | Las Vegas | Estados Unidos | The Colosseum | 30 319 / 38 660               | $3 069 710  |
| Etapa V                  |           |                |               |                               |             |
| 24 de agosto de 2016     | Las Vegas | Estados Unidos | The Colosseum | 30 570 / 35 157               | $3 986 795  |
| 27 de agosto de 2016     | Las Vegas | Estados Unidos | The Colosseum | 30 570 / 35 157               | $3 986 795  |
| 28 de agosto de 2016     | Las Vegas | Estados Unidos | The Colosseum | 30 570 / 35 157               | $3 986 795  |
| 31 de agosto de 2016     | Las Vegas | Estados Unidos | The Colosseum | 30 570 / 35 157               | $3 986 795  |
| 3 de septiembre de 2016  | Las Vegas | Estados Unidos | The Colosseum | 30 570 / 35 157               | $3 986 795  |
| 4 de septiembre de 2016  | Las Vegas | Estados Unidos | The Colosseum | 30 570 / 35 157               | $3 986 795  |
| 7 de septiembre de 2016  | Las Vegas | Estados Unidos | The Colosseum | 30 570 / 35 157               | $3 986 795  |
| 10 de septiembre de 2016 | Las Vegas | Estados Unidos | The Colosseum | 30 570 / 35 157               | $3 986 795  |
| 11 de septiembre de 2016 | Las Vegas | Estados Unidos | The Colosseum | 30 570 / 35 157               | $3 986 795  |
| Etapa VI                 |           |                |               |                               |             |
| 8 de julio de 2017       | Las Vegas | Estados Unidos | The Colosseum | 20 224 / 23 452               | $2 426 861  |
| 9 de julio de 2017       | Las Vegas | Estados Unidos | The Colosseum | 20 224 / 23 452               | $2 426 861  |
| 11 de julio de 2017      | Las Vegas | Estados Unidos | The Colosseum | 20 224 / 23 452               | $2 426 861  |
| 14 de julio de 2017      | Las Vegas | Estados Unidos | The Colosseum | 20 224 / 23 452               | $2 426 861  |
| 15 de julio de 2017      | Las Vegas | Estados Unidos | The Colosseum | 20 224 / 23 452               | $2 426 861  |
| 18 de julio de 2017      | Las Vegas | Estados Unidos | The Colosseum | 20 224 / 23 452               | $2 426 861  |
| Total                    | Total     | Total          | Total         | 197 833 / 179 974 (88%)       | $23 912 616 |

### Conciertos cancelados y/o reprogramados
| Fecha              | Ciudad, País              | Lugar         | Motivo                                          |
| ------------------ | ------------------------- | ------------- | ----------------------------------------------- |
| 13 de mayo de 2015 | Las Vegas, Estados Unidos | The Colosseum | Cancelado porque Carey contrajo una bronquitis. |

## Personal
- Director — Kenneth Ehrlich
- Director Creativo — Raj Kapoor
- Director Musical — James Wright
- Guitarrista — Tim Stewart
- Batería — Josh Baker
- Bajo - Lanza Tolbert
- Teclados - Daniel Moore & Derrieux Edgecombe
- Coristas - Trey Lorenz, Maryann Tatum, y Takeytha Johnson
- Coreógrafos - Tabitha y Napoleón D'umo